# 소콜라츠

소콜라츠의 위치

소콜라츠(세르비아어: Соколац, Sokolac, 크로아티아어: Sokolac, 보스니아어: Sokolac)는 보스니아 헤르체고비나를 구성하는 지방 자치체로, 행정 구역상으로는 스릅스카 공화국에 속하는 도시인 이스토치노사라예보를 구성하는 지방 자치체 가운데 한 곳이며 면적은 729km2, 도시 인구는 20,000명(1991년 당시 기준), 지방 자치체 인구는 22,000명(1991년 당시 기준)이다.

## 같이 보기
- 스릅스카 공화국의 행정 구역